# بلواوزیوروفکا
بلواوزیوروفکا (انگلیسی: Beloozyorovka) یک شهرک در شهرستان گافوریسکی استان باشقیرستان کشور روسیه است.